# 최우진 (가수)
최우진(1991년 12월 26일 ~ )은 대한민국의 가수다. 2016년 1집 앨범 [누나야 / 직진]으로 데뷔했다.

## 방송
- KBS 전국노래자랑 (2014) - 경상북도 봉화군 편 최우수상
- KBS 아침마당 (2019) - 도전꿈의무대 5승
- SBS 트롯신이 떴다 2 (2020) - Top6
- mbn 헬로트로트 (2021)
- TV CHOSUN 미스터트롯2 - 새로운 전설의 시작 (2022)
- TV CHOSUN 화요일은 밤이 좋아 (2023) - 게스트
- TV CHOSUN 미스터로또 (2023) - 게스트
- mbn 현역가왕2 (2024) - Top25

## 음반
- 누나야 / 직진 (2016)
- 땡감/누나야/직진 (2018)
- 인생지게 (2020)
- [트롯신이 떴다2-라스트찬스] 5 Round Part.1 (2020)
- [트롯신이 떴다2-라스트찬스] 5 Round Part.2 (2020)
- [트롯신이 떴다2-라스트찬스] Final Stage (2020)
- 춘몽가 (2022)

## 경력
- 봉화군 홍보대사 (2021)